# Christine Prinsloo
Pour les articles homonymes, voir Prinsloo.
Christine Seraphine Prinsloo , née le 3 mai 1952 à Oldeani (en), est une joueuse de hockey sur gazon zimbabwéenne.

## Carrière

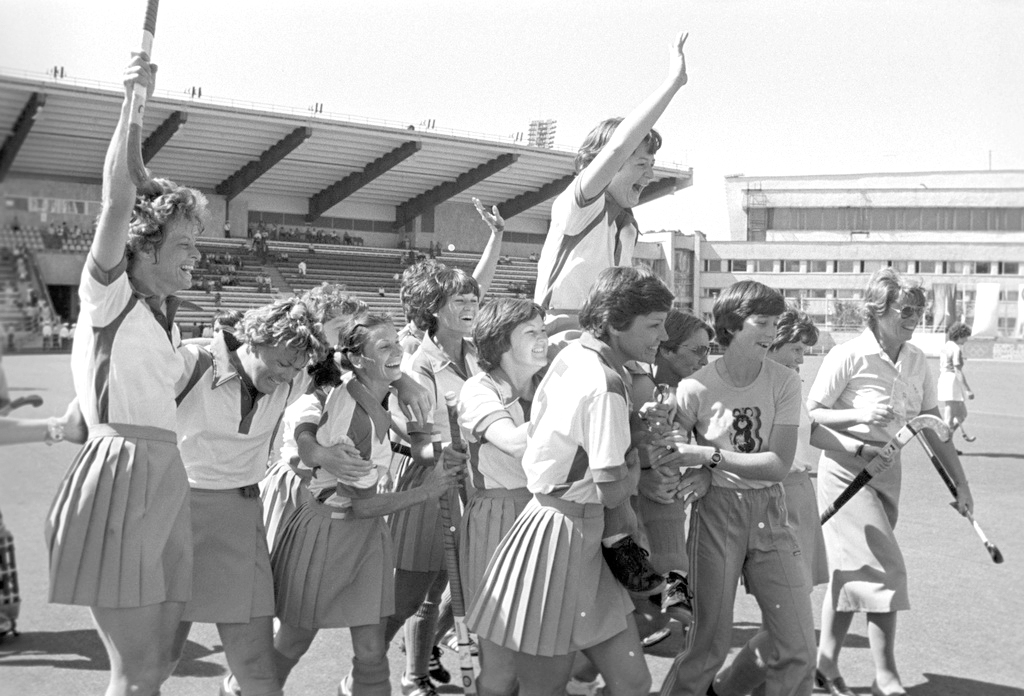
L'équipe du Zimbabwe célèbre sa victoire aux Jeux olympiques de 1980.

Christine Prinsloo fait partie de l'équipe du Zimbabwe de hockey sur gazon féminin nommée championne olympique en 1980 à Moscou.